# Kontrola parlamentarna
Kontrola parlamentarna – sprawowanie przez parlament kontroli nad działalnością innych organów państwowych. 
Kontrola może być przeprowadzana pod kątem:
- legalności działania (zgodności z prawem)
- celowości (jakości, skuteczności).

Sprawowana jest bądź przez cały parlament (jego izby), bądź przez wyspecjalizowane, podległe parlamentowi organy (komisje lub pojedynczych parlamentarzystów). Instrumentem działania komisji sejmowych są dezyderaty i opinie, posłowie posiadają prawo interpelacji (dotyczących spraw o charakterze zasadniczym) i zapytań (w celu uzyskania informacji o aktualnych problemach polityki państwa). Wyspecjalizowanym organem kontrolnym podległym Sejmowi jest w Polsce Najwyższa Izba Kontroli, której Sejm może zlecać przeprowadzenie kontroli. 
Kontrola parlamentarna dotyczy głównie rządu, zasadniczym jej instrumentem jest absolutorium – udzielenie go przez Sejm oznacza formalnie pozytywną ocenę wykonania ustawy budżetowej. W bardzo ograniczonym stopniu kontroli podlega prezydent – ocenie podlegać może przestrzeganie przez prezydenta konstytucji i innych ustaw, parlament nie może jednak ingerować w prowadzoną przez prezydenta politykę (wyjątek stanowi tu obowiązek uzyskania zgody na ratyfikację niektórych ważniejszych umów).